# Anastoechus macrophthalmus
Anastoechus macrophthalmus är en tvåvingeart som beskrevs av Mario Bezzi 1921. Anastoechus macrophthalmus ingår i släktet Anastoechus och familjen svävflugor. Inga underarter finns listade i Catalogue of Life.